# وليام مالميسبري
وليام مالميسبري (بالفرنسية: Guillaume de Malmesbury) كان راهبًا بنديكتيًا في دير مالمزبري (ويلتشير - إنجلترا)، ولد حوالي عام 1090-1095 وتوفي حوالي عام 1143. كان رجلًا من الأدباء والمؤرخين الأنغلو-نورمانديين. يُعرف أحيانًا باسم ويليام سومرست.

## الأعمال الأدبية

### السيرة الأدبية
وليام مالميسبري كان مدمنًا على قراءة جميع المواضيع التي يمكن أن توفرها له مكتبته، مثل الكلاسيكيات اليونانية والرومانية، واللاهوت، والقوانين المدنية والكنسية. كما كان مهتمًا كثيرًا بالتاريخ، ويعتبر بيدا (الذي توفي عام 735) بمثابة بطل بالنسبة له. بدأ في الكتابة بنفسه بسبب عدم ارتياحه تجاه الأعمال السابقة، وليس ليُظهر براعته المعرفية المتواضعة، ولكن ليسلط الضوء على الأمور التي فُقدت في سلة الماضي.
غير راضٍ عن الأعمال السابقة، بدأت الرغبة في الكتابة تنمو في داخلي، ليس لأبرز علمي المعدوم إلى حد ما، ولكن لإلقاء الضوء على الأمور المفقودة في سلة الماضي.
بدأ وليام مالميسبري بكتابة أقدم أعماله المعروفة، وهي تاريخ الباباوات، Liber pontificalis، الذي أكمل كتابته بعد عام 1119. في عام 1118، زارت الملكة ماتيلدا، زوجة هنري الأول، ديره لتأمر بكتابة تاريخ علاقة العائلة الملكية الإنجليزية بمؤسس دير مالمزبري، القديس ألدهيلم (ت. حوالي 710). يبدو أن هذا الحدث كان محفزًا لأعماله الأكثر شهرة وتأثيرًا، "أفعال ملوك إنجلترا"، التي تستعرض تاريخ إنجلترا منذ وفاة بيد في عام 735 حتى عام 1125. اكتمل عمله حوالي عام 1126، ولكنه استمر في مراجعته وتحسين أسلوبه حتى عام 1134.
من عام 1125 إلى 1135، كان وليام مالميسبري متفاعلًا بشكل خاص. في بداية هذا العقد، أكمل عملًا متوازيًا مع "أفعال ملوك إنجلترا"، وهو "أفعال أساقفة إنجلترا"، الذي يحكي تاريخ رجال الدين الإنجليز. يبدو أنه سافر في جميع أنحاء إنجلترا لجمع المواد لأعماله. وُصف هذا العمل بأنه "جريدة كنسية".
بعد عام 1129، قام بزيارة دير غلاستونبري الهام وكتب سيرة لأولى القديسين المحليين، ثم ألَّف مونوغرافية مشهورة بعنوان "تاريخ كنيسة غلاستونبري القديم". في هذا العمل الذي يتناول دعوى غلاستونبري لاحتضان أقدم كنيسة تحت الأرض في العالم.
كتب أيضًا، تاريخ حياة القديس ولفستان وورسستر. ترك الكتابة التاريخية لفترة وقام بكتابة أعمال تتعلق أكثر بتطلعات حياته الرهبانية. في هذا الوقت، كتب "معجزات السيدة العذراء مريم"، "أعمال القديس غريغوريوس"، و "أعمال أمالاريوس من متز في القداديس". بجانب كتابة أعمال أصلية، كتب أيضًا مختارات، بما في ذلك في عام 1129، حيث أنتج مجموعة عن تاريخ روما القديم.
حوالي عام 1140، عاد إلى موضوعه المفضل وبدأ "تاريخ معاصر"، الذي يغطي الأحداث المعاصرة منذ عام 1135. من الممكن أن تكون الفترة من عام 1125 إلى 1135 قد غُطيت بثلاث كتب صغيرة من السجلات التي فُقدت اليوم.
رحلاته في جميع أنحاء إنجلترا وأعماله التاريخية جلبت له على الأرجح لقاءات مع إيدمر من كانتربري وجون من وورسستر، الرهبان والمؤرخ. من الممكن أيضًا أن يكون علاقات مع الأديب التاريخي الكبير آورديريك فيتال. تمتّع بدعم روبرت، إيرل غلوستر، ابن غير شرعي لهنري الأول، الذي قدم له بعض أعماله.
وليام مالميسبري كان من الكُتاب النشيطين جدًا، ونظرًا للوقت القليل الذي كان يملكه كراهب بنديكتي، فإنه من المؤكد استفاد من تسهيلات في قواعد الحياة الرهبانية.

### النقد والسمعة
تلقى وليام مالميسبري إشادة كبيرة بسبب تنوع أعماله الأدبية، وفقًا لكريستوفر تايرمان، حيث أنه أول من أنجز شيئًا مثل ذلك منذ بيد. يعتبر رودني طومسون أنه أعظم مؤرخ إنجليزي منذ بيد، وأكثر أوروبي إلمامًا بالمعارف. يروى عنه أنه مثال على الحكمة والإبداع في التقدير والتعبير الأنيق.
وفقًا لتايرمان، كان الغرض الرئيسي لعمل الكاتب التاريخي هو تصالح التاريخ الإنجليزي قبل وبعد الفتح النورماندي. ورغم تأكيده على موضوعية وجهة نظره، فإن سرده للفتح النورماندي مشبع بالدعاية النورماندية، ومعالجته للحرب الأهلية بين استيفان من إنجلترا وماتيلدا الإمبراطورة (1139-1153) كان بوضوح كمناصر لهذه الأخيرة.
وختم تايرمان بأن المؤرخ هو بالتأكيد مؤلف لعمل تاريخي مذهل، لكنه في الوقت نفسه كان سياسيًا مندفعًا يصف هنري الأول (توفي عام 1135) بطريقة مستفزة للغاية، ويعامل ويليام الأحمر (توفي عام 1100) بطريقة خاصة محافظة للغاية.

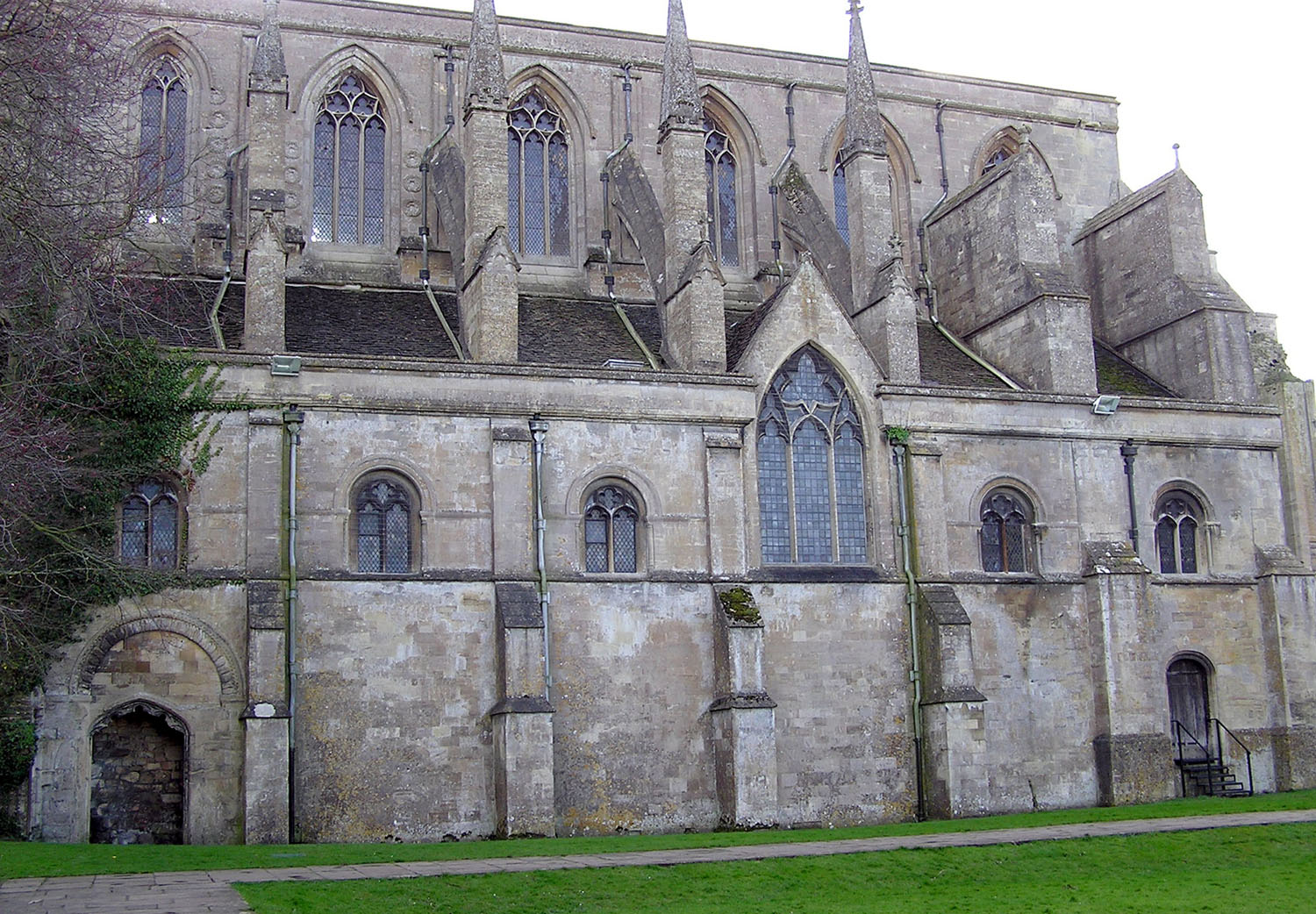
دير مالمسبري في ويلتشير، اكتمل بناؤه عام 1180؛ لا يزال قيد الاستخدام ككنيسة أبرشية ملمسبوري.

### قائمة أعماله
- (تاريخ الباباوات)، حوالي عام 1119.
- (أفعال ملوك إنجلترا)، عام 1125.
- (أفعال أساقفة إنجلترا)، بين عامي 1125 و1126.
- (تاريخ معاصر).
- (تاريخ كنيسة غلاستونبري القديم)، حوالي عام 1129.
- (حياة القديس دنستان).
- (تقديس القديس إندراكتي)، جزئياً مفقود.
- (حياة القديس بينيجني)، مفقود.
- (حياة باتريك)، جزئياً مفقود.
- (حياة ولفستان).
- (أعمال القديس غريغوريوس).
- (أعمال أمالاريوس من ميتز الليتورجية).
- (معجزات العذراء مريم).
- (تعليقات على المراثي).
- افتضاض متعدد التاريخ.
- (رسائل إلى يوحنا الأسكتلندي عن القديس بطرس).
- (سرد رحلة يوحنا، راهب مالمزبري، إلى روما)، مفقود.

هناك دلائل قليلة على وجود أعمال أخرى، ولكنها لم تصلنا.